# Мурфілд (Західна Вірджинія)
Мурфілд (англ. Moorefield) — місто (англ. town) в США, в окрузі Гарді штату Західна Вірджинія. Населення — 2524 особи (2020).

## Географія
Мурфілд розташований за координатами 39°4′3″ пн. ш. 78°57′45″ зх. д. / 39.06750° пн. ш. 78.96250° зх. д. (39.067419, -78.962411).  За даними Бюро перепису населення США в 2010 році місто мало площу 6,21 км², з яких 6,09 км² — суходіл та 0,12 км² — водойми. В 2017 році площа становила 7,22 км², з яких 7,08 км² — суходіл та 0,13 км² — водойми.

## Демографія
Згідно з переписом 2010 року, у місті мешкали 2544 особи в 1097 домогосподарствах у складі 624 родин. Густота населення становила 409 осіб/км².  Було 1216 помешкань (196/км²).
Расовий склад населення:
| - 79,0 % — білих - 8,6 % — чорних або афроамериканців - 4,7 % — азіатів - 0,4 % — корінних американців - 5,4 % — осіб інших рас |

До двох чи більше рас належало 1,8 %. Частка іспаномовних становила 11,0 % від усіх жителів.
За віковим діапазоном населення розподілялося таким чином: 20,1 % — особи молодші 18 років, 63,5 % — особи у віці 18—64 років, 16,4 % — особи у віці 65 років та старші. Медіана віку мешканця становила 40,1 року. На 100 осіб жіночої статі у місті припадало 103,7 чоловіків;  на 100 жінок у віці від 18 років та старших — 101,0 чоловіків також старших 18 років.
Середній дохід на одне домашнє господарство  становив 42 158 доларів США (медіана — 32 775), а середній дохід на одну сім'ю — 49 774 долари (медіана — 39 050). Медіана доходів становила 25 678 доларів для чоловіків та 29 400 доларів для жінок. За межею бідності перебувало 23,2 % осіб, у тому числі 42,3 % дітей у віці до 18 років та 14,9 % осіб у віці 65 років та старших.
Цивільне працевлаштоване населення становило 1409 осіб. Основні галузі зайнятості: виробництво — 43,2 %, освіта, охорона здоров'я та соціальна допомога — 21,3 %, роздрібна торгівля — 10,4 %, мистецтво, розваги та відпочинок — 8,4 %.